# Dimmi di sbagliato che c'è
Dimmi di sbagliato che c'è è un singolo del gruppo rap italiano Sottotono, pubblicato nel 1996 dall'etichetta WEA. Il ritornello del brano è stato realizzato con la cantante italiana Jasmine.

## Descrizione
Il singolo del 1996 contiene anche una versione remixata del singolo precedente del gruppo, Solo lei ha quel che voglio.
Il singolo è stato ripubblicato nel 1997 e contiene una versione remix del brano.

## Tracce

### Singolo del 1996
CD
1. Dimmi di sbagliato che c'è (New Version) – 4:06
2. Solo lei ha quel che voglio (Remix Version) – 4:40
3. Dimmi di sbagliato che c'è (Instrumental Version) – 3:52

12"
- Lato A

1. Dimmi di sbagliato che c'è (New Version) – 4:06
2. Solo lei ha quel che voglio (Remix Version) – 4:40

- Lato B

1. Dimmi di sbagliato che c'è (Instrumental Version) – 3:52
2. Dimmi di sbagliato che c'è (Accappella Version) – 3:58
3. Solo lei ha quel che voglio (Instrumental Remix) – 4:40

### Singolo del 1997
12"
- Lato A

1. Dimmi di sbagliato che c'è (Remix) – 4:54

- Lato B

1. Dimmi di sbagliato che c'è (Remix Instrum.) – 4:54